# Phonak (ep)
Phonak is de eerste ep van rapper en producer sor.

## Achtergrond
Sor is producer de rapgroep Black Acid, sinds 2018 besloot hij ook zelf zijn eigen nummers te maken wat hij leuker vond dan gedacht.
Een tijd later besloot Noah's Ark hem te tekenen in 2019.
Tijdens het maken van Phonak (die eerst een andere naam had) werd Sor doof, hierdoor moest hij zijn muziek maken met Phonak-gehoorapparaten, hierdoor is de naam van deze ep ontstaan.

## Tracklist
Alle muziek en teksten zijn geschreven door sor. 
| 1.                 | Honest In Me Face | 3:11 |
| 2.                 | Bestie            | 3:12 |
| 3.                 | CAP               | 2:42 |
| 4.                 | Zombie            | 3:15 |
| 5.                 | On The Gang       | 3:46 |
| 6.                 | No Money, No Lies | 2:10 |
| 7.                 | Fame              | 3:01 |
| 8.                 | Fam               | 2:53 |
| 9.                 | Serallures        | 2:56 |
| Totale duur: 27:08 |                   |      |